# Anna Joseph Bokan
Anna Joseph Bokan, född 1715, död 1775, var en nederländsk skådespelare, dansare och sångare. 
Hon gifte sig 1732 med Jan de Bruyn (död 1746), dansare och skådespelare, och 1746 med sin förra svåger Cornelis de Bruyn (1722-efter 1777), dansare. 
Hon tros ha börjat sin karriär som jonglör vid marknader och antogs vid teatern genom äktenskap. Hon var engagerad vid Amsterdamse Schouwburg 1732-1763, vid Marten Corvers teater i Haag 1763-1770, och vid Jan Punts Rotterdamse Schouwburg 1773-1775. Hon var i Amsterdam engagerad både som sångare, scenskådespelare och balettdansare, vilket var vanligt för scenartister under denna tid; i Haag och Rotterdam hade hon övergått till endast scenskådespelare. 